# Stefan Götz
Stefan Götz (* 5. Juni 1966 in Wien) ist ein österreichischer Mathematiker und außerordentlicher Universitätsprofessor an der Universität Wien (Fakultät für Mathematik). Er arbeitet hauptsächlich auf den Gebieten der Didaktik der Mathematik und der Elementarmathematik.

## Leben
Stefan Götz wurde am 5. Juni 1966 in Wien geboren. Nach dem Besuch der Volksschule und des Realgymnasiums maturierte er 1984 mit Auszeichnung. Er absolvierte das Studium der Mathematik und Physik an der Universität Wien und schloss sowohl Lehramts- als auch Diplomstudium in beiden Fächern ab. 1990 erfolgte die Sponsion zum Magister der Naturwissenschaften. Danach folgten Präsenzdienst, Unterrichtspraktikum und erste Erfahrungen als Lehrer. Von 1992 bis 1998 absolvierte Götz ein Doktoratsstudium im Fach Mathematik. 2002 wurde er zum außerordentlichen Universitätsprofessor ernannt.

## Weitere Aufgaben
In den Jahren 2002 bis Juni 2008 war er im Leitungsgremium der Arbeitsgemeinschaft der Mathematiker an AHS in Wien.

## Publikationen
Stefan Götz ist Autor, Mitautor und Herausgeber zahlreicher Publikationen, darunter befinden sich viele Schulbücher.